# Jean Washer
Jean Marie Octave Constant Washer (Berchem, 22 agosto 1894 – Ginevra, 23 marzo 1972) è stato un tennista belga.

## Biografia
Ebbe quattro figli maschi: Edouard, Paul, Philippe e Jacques. Di questi Philippe intraprese con successo la carriera da tennista mentre Jacques fu tra le vittime dell'incidente aereo del Volo Swissair 316.

## Carriera
Negli anni '20 si trovò a competere con i moschettieri francesi, nei quarti del Torneo di Wimbledon 1924 venne eliminato da René Lacoste mentre l'anno successivo sulla terra del Roland Garros riuscì a superare Henri Cochet nei quarti ma venne sconfitto da Borotra in semifinale.
Ha partecipato a due edizioni dei Giochi olimpici, sia ad Anversa 1920 che a Parigi 1924 scese in campo in tutte e tre le discipline ottenendo come migliore risultato il quarto turno nel singolare.
Raggiunse la semifinale a Wimbledon 1923 nel doppio misto in coppia con la divina Suzanne Lenglen senza tuttavia riuscire ad avanzare fino al turno decisivo.
Tra il 1921 e il 1927 ha giocato con la Squadra belga di Coppa Davis ottenendo un totale di quattordici vittorie a fronte di dieci sconfitte.